# Манастир Добреш
Манастир Добреш је српски православни манастир који се налази на десној обали Велике Мораве, уз поток на ободу шуме — Добрешево у атару села Гложане на око 10 km удаљености од Свилајнца и око 1,5 km од манастира Миљково, у епархији браничевској. Посвећен је Светом Николи.

## Историја
Саграђен је у средњем веку у периоду владавине Кнеза Лазара. Манастир је доживео судбину многих српских светиња тога доба и био је срушен и опљачкан од стране турских освајача. Дуго је био пуст али се зна да је од 1467. био настањен монасима. Први писани помен је из 1516. године.
Од рушевина старе цркве 2003. године је започела обнова Однедавна метох Миљковог манастира.